# Кеберле, Георг
Георг Кеберле (Köberle; 1819—1898) — немецкий писатель.

## Биография
Воспитывался в Риме, в иезуитской Collegium germanicum, откуда бежал в Германию и напечатал наделавшие много шуму «Aufzeichnungen aus dem deutschen Kolleg in Rom» (Лпц., 1846). Его драма «Die Mediceer» (Манг., 1846) и историческая трагедия «Heinrich IV von Frankreich» (Лпц., 1851) вместе с его более поздними драматическими произведениями («Мах Emanuels Brautfahrt», Мюнх., 1870) перепечатано в его «Dramatische Werke» (Штутг. 1873).
В сочинении «Die Theaterkrisis im neuen deutschen Reich» (Штутт., 1873) Каберле выступил с требованием реформы немецкой сцены. Написал также роман «Alles um ein Nichts» (Лпц., 1871), «Deutsche Antwort auf welsche Projekte» (Штутг., 1870; против иезуитизма); «Meine Erlebnisse als Hoftheaterdirektor» (2 изд. Лпц., 1874); «Berliner Leimruten und deutsche Gimpel» (Лпц., 1875); «Der Verfall der deutschen Schaubühne und die Bewältigung der Theaterkalamität» (Лпц., 1880); «Das Drangsal der deutschen Schaubühne» (Дрезд., 1890).